# دندانک
دندانک، نوک دندان، ممینه یا ماملون (از فرانسوی mamelon، "نوک پستان") یکی از سه برآمدگی گرد است که در هنگام بیرون آمدن از لثه روی لبه برش دندان دندان پیش وجود دارد. اگر دندانک‌ها به‌طور طبیعی با گاز گرفتن و خوردن غذاها فرسوده نشده باشند، دندانپزشک می‌تواند ظاهر آنها را صاف کند. دندانک‌ها روی دندان پیش مرکزی و جانبی دائمی وجود دارند. پدیدار شدن دندانک‌ها روی دندان پیش مرکزی فک بالا ساده‌تر است و به صورت سه برجستگی کوچک در لبه دندان پیش پدیدار می‌شوند. دندانک‌ها معمولاً اهمیت بالینی ندارند. معمولاً در اوایل عمر دندان فرسوده می‌شوند.